# Isotomidae
La famiglia Isotomidae è composta da circa 1000 specie di esapodi. Questi collemboli sono lunghi da 1 a 8 mm e possono essere bianchi, gialli, verdi o bruni e la superficie dorsale è generalmente più scura della ventrale. I segmenti dell'addome sono di dimensioni simili.

## Ciclo biologico
Come tutti i collemboli, i maschi depositano spermatofori arrotondati sul suolo; le femmine li raccolgono nell'apertura genitale. Pochi isotomidi sono partenogenetici.

## Distribuzione
Cosmopoliti. Nel suolo in vari ambienti, anche intorno a stagni e ruscelli. Alcune specie sono abbondanti in ambienti estremi come i deserti, le regioni polari e le montagne.